# Xanthophyllum macrophyllum
Xanthophyllum macrophyllum là một loài thực vật có hoa trong họ Polygalaceae. Loài này được Baker mô tả khoa học đầu tiên năm 1896.